# André Carvalhal
André Luiz Carvalhal (Rio de Janeiro, 3 de dezembro de 1980) é escritor, consultor, palestrante, apresentador e especialista em design sustentável, reconhecido por sua atuação no mercado brasileiro.
Ele é o idealizador do conceito "Moda com propósito", que desafia a indústria da moda a reavaliar seus processos produtivos, promovendo uma abordagem mais consciente e sustentável, tanto para a sociedade quanto para o meio ambiente.
Autor de seis livros, incluindo uma trilogia de best sellers que explora a transformação da moda em sua relação com o mundo e os consumidores, Carvalhal teve uma de suas obras entre as finalistas do 61º Prêmio Jabuti.
Atuante no mundo da moda, ganhou reconhecimento profissional como gerente de marketing e conteúdo da Farm, onde trabalhou por quase uma década. Nesse segmento, ele também fundou e foi diretor criativo da grife de moda sustentável AHLMA, cofundou a plataforma colaborativa para pequenas marcas MALHA e o jornal MODO. Como consultor, desenvolveu projetos especiais para empresas como Grendene, Unilever, Coca-Cola e Do Bem.
No campo educacional, Carvalhal dá aulas em cursos de extensão e pós-graduação em Marketing e Branding de Moda na ESPM e FGV. Anteriormente, foi professor e coordenador de moda no Istituto Europeo di Design, no Rio de Janeiro. Suas palestras e workshops sobre marketing, tendências de comportamento, moda e sustentabilidade são ministradas em todo o Brasil. Ele também já foi palestrante em eventos TEDx, no TEDxRio (2016) e no TEDxLeblon (2021).
Atualmente, apresenta o Nat Geo Podcast, da National Geographic, onde discute temas ambientais de maneira informativa e acessível. Em 2020, foi comentarista especial na primeira temporada do podcast Copo ½ Cheio, ao lado da ativista Fe Cortez, com diálogos sobre ativismo e práticas sustentáveis no dia a dia.
Como colaborador, contribuiu com publicações renomadas como Revista Gol, Carta Capital, MIT Technology Review, Veja Rio e Ela, da Editora Globo. Na televisão, apresentou e foi colunista dos programas Se Essa Roupa Fosse Minha e Sem Censura.

## Biografia
Nascido e criado no Méier, ainda jovem, André deixou de comer carne vermelha. Ao longo da vida, ao obter conhecimento sobre os impactos da produção de carnes no planeta, tornou-se vegetariano.
Graduou-se em Comunicação Social com habilitação em Publicidade e Jornalismo pela FACHA, instituição onde também  concluiu sua pós-graduação em Gestão de Marketing Digital.
Aos 18 anos André iniciou sua carreira profissional atuando em agências de publicidade. Durante sete anos trabalhou nas agências Salles e Thompson, de onde saiu para ingressar Farm, onde exerceu o cargo de gerente de marketing e conquistou reconhecimento profissional.
Durante viagens realizadas para promover o seu primeiro livro, publicado em 2014, André visitou locais como a Amazônia e a comunidade Piracanga e passou a ter uma nova percepção sobre o os impactos ambientais causados pela alta demanda produtiva da indústria da moda, e partir disso decidiu mudar o rumo de sua carreira. Em 2015 foi à India em busca de auto-conhecimento, e ao retornar Brasil, fez uma especialização em design e sustentabilidade. Em 2016 pediu demissão da Farm para dedicar-se a projetos de moda sustentável.

## Carreira no mundo da moda
Durante quase uma década, André exerceu o cargo de gerente de marketing da grife carioca Farm, onde conquistou notoriedade profissional, sendo considerado um dos responsáveis pelo sucesso obtido nacionalmente pela marca. Em 2016 deixou a grife, para ao lado de Herman Bessler, fundar a MALHA, o até então maior espaço colaborativo de moda do Brasil que era localizado no bairro São Cristovão, no Rio de Janeiro, onde em um espaço de aproximadamente 3.000 m² abrigava área de coworking para grifes, ateliês, escritórios, showrooms e pop-up stores de pequenas marcas, além de uma fábrica compartilhada, um laboratório de inovação para experimentação tecnológica, um estúdio de fotografia e vídeo e uma escola de moda. A plataforma colaborativa co-criada por André foi responsável pelo processo de incubação e desenvolvimento de novas marcas representantes do conceito de moda sustentável.
Em 2017, através da MALHA, e em parceria com o Grupo Reserva, André fundou a sua grife de moda sustentável, a AHLMA, marca que tinha como principais pilares a colaboração, a diversidade e a preocupação com processos produtivos, aderindo ao método de produção upcycling. Ao longo de sua existência a marca desenvolveu projetos colaborativos com nomes reconhecidos no cenário nacional, teve participação em desfiles realizados em eventos como Brasil Eco Fashion Week e Casa de Criadores, e dispôs de uma rede lojas presentes nos estados de São Paulo, e Rio de Janeiro.
Durante sua carreira, André transitou por caminhos distintos dentro do mundo da moda, publicou livros, participou da criação do jornal de moda e arte MODO, tonou-se professor de instituições de ensino superior em cursos voltados ao segmento, chegando a ser coordenador do curso de moda no Istituto Europeo di Design do Rio de Janeiro, e ministrou palestras e workshops voltados a moda sustentável em diversos grandes eventos nacionais, como os festivais de inovação PicNic e Path e os eventos de moda sustentável Brasil Eco Fashion Week e Rio Ethical Fashion.
Em maio de 2019 fez sua estreia na televisão como colunista-apresentador do programa Sem Censura, exibido pelo Canal Brasil, e no mesmo ano, em agosto, ganhou um quadro exclusivo dentro do programa Se Essa Roupa Fosse Minha, exibido pelo GNT, onde abordou a conexão da moda sustentável com o mundo.

## Carreira como Escritor
André iniciou sua carreira como escritor em 2010, quando então começou a escrever seu primeiro livro, A Moda imita a Vida – Como construir uma Marca de Moda, este o primeiro livro brasileiro sobre construção de marcas e que foi publicado em 2014, enquanto atuava como gerente de marketing da Farm e também como professor de branding da FGV e ESPM. Através de sua primeira obra propôs, baseado em suas experiências profissionais, abordar temas como o comportamento, construção de percepção, identidade, imagem e posicionamento para marcas de voltadas ao mundo da moda, além de trazer uma série de entrevistas com alguns dos grandes nomes do mercado nacional como Oskar Metsavaht, Ronaldo Fraga, Isabela Capeto, Katia Barros e Marcello Bastos, e também histórias de grifes como Daslu, Osklen, Farm, Reserva, Nike e Adidas. A obra teve seu lançamento oficial no dia 10 de setembro de 2014, na cidade do Rio de Janeiro, onde mais de 300 livros foram autografados, e posteriormente foi lançado em outros estados brasileiros. Em menos de três anos a partir da sua data de publicação o livro teve aproximadamente 20 mil exemplares vendidos e se tornou um best seller do mundo da moda.
Em 2016, já a frente da plataforma colaborativa MALHA, diante de uma nova perspectiva de vida e motivado a expandir o conhecimento sobre os impactos ambientais causados pela produção maçante da indústria da moda, assim como sobre o consumo exagerado de forma inconsciente, André passou a escrever seu segundo livro, Moda com Propósito – Manifesto pela Grande Virada, esse escrito em apenas quatro meses e publicado em meados de novembro do mesmo ano, no qual aborda temas como a sustentabilidade e o esgotamento de recursos naturais, comércio justo e consciência social. Assim como a obra anterior, seu segundo livro se tornou um best seller nacional.
Em outubro de 2018 publicou seu terceiro livro Viva o Fim – Almanaque de um Novo Mundo, através do qual buscou mapear os movimentos emergentes em diversas áreas da atuação humana, trazendo assuntos como educação, economia, ciência e política. Na obra que encerra a trilogia iniciada em 2014, André iniciou cada capítulo com trechos de músicas que propunham associação ao seu conteúdo, entre elas canções como Como Nossos Pais e Geração Coca-Cola, além de trazer a cada novo capítulo, listas de filmes, livros e aplicativos para dar profundidade aos temas neles discutidos. Ainda em 2018, a obra contou com sessões de lançamento em diferentes regiões do país e no ano seguinte foi indicada ao 61º Prêmio Jabuti, sendo uma das finalista na categoria Economia Criativa.
Em 2019, mediante as novas circunstancias socioeconômicas, passou a reescrever o best seller A Moda imita a Vida – Como construir uma Marca de Moda, para abordar novas questões, como a sustentabilidade, e no ano seguinte lançou uma segunda edição da obra revista e ampliada. Também em 2020 publicou seu quarto livro inédito, Como salvar o Futuro – Ações para o Presente, no qual propôs compartilhar suas reflexões sobre hábitos e ações comuns no cotidiano que podem levar o planeta a um futuro colapso, como a exploração do meio ambiente e a opressão de grupos de minorias, como pessoas negras, mulheres, indígenas e a comunidade LGBTQIA+, temática essa que também se tornou pauta de suas palestras futuras.
No início de 2020, mediante ao decreto da pandemia nacional, André, que tinha como objetivo publicar a obra que já estava concluída ainda no ano anterior, sentiu a necessidade de adaptar o projeto, com isso, durante o período da pandemia retirou-se para a residência de sua mãe, onde contextualizou a obra baseado em fatos decorrentes do até então período pandêmico. O livro teve sua publicação original em outubro de 2020 apenas em formato e-book, tendo o seu lançamento presencial, acompanhado de sessão de autógrafos, somente em dezembro de 2021, durante uma ação conjunta realizada no Museu da República, onde as também ativistas ambientais Yamê Reis, Giovanna Nader e Fe Cortez lançaram suas obras, também já publicadas e lançadas durante a pandemia de forma não presencial.
Em 2022, lançou seu quinto livro, Como Libertar o Presente – Cocriação de Novas Narrativas, pela Editora Vozes. A obra, escrita no contexto de um mundo pós-pandêmico, convida à reflexão sobre os sistemas que aprisionam as pessoas em modos de vida insustentáveis, propondo um caminho de autoconhecimento e equilíbrio entre saúde mental, trabalho e sociedade. Sem mencionar diretamente o capitalismo, Carvalhal explora como as estruturas da moda e da publicidade influenciam o consumo e impactam o meio ambiente. Ele também defende alternativas como a moda circular e a redução do consumo, incentivando o leitor a desenvolver um olhar crítico e questionador. O lançamento do livro contou com sessões de autógrafos em duas datas: primeiro no dia 6 de dezembro, na Blooks Livraria, em Botafogo, no Rio de Janeiro, e depois no dia 8 de dezembro, na Livraria Martins Fontes, na Vila Buarque, em São Paulo.
Em 2024, André Carvalhal lançou seu sexto livro, A Marca Imita a Vida – Como Deixar a Sua Marca no Mundo, revisitando os temas de carreira e marca que marcaram suas primeiras obras. Nesta nova obra, Carvalhal explora a construção de uma carreira com propósito, abordando fundamentos e estratégias essenciais para o desenvolvimento de uma marca pessoal autêntica e eficaz. Ele analisa como o cenário evoluiu e a importância de uma comunicação clara e de valores bem definidos, enfatizando a necessidade de traçar um caminho único e encontrar autenticidade nas conexões reais. A obra é voltada para profissionais liberais, empreendedores e influenciadores, e traz pesquisas, cases inspiradores e exercícios práticos que ajudam os leitores a alinharem suas essências e identidades às necessidades do mercado contemporâneo.

## Obras Publicadas
- 2014 - A Moda imita a Vida – Como construir uma Marca de Moda  (Ed. Senac Rio)
- 2016 - Moda com Propósito – Manifesto pela Grande Virada (Ed. Paralela)
- 2018 - Viva o Fim – Almanaque de um Novo Mundo  (Ed. Paralela)
- 2020 - A Moda imita a Vida – Como construir uma marca de moda (2ª edição) (Ed. Paralela)
- 2020 - Como salvar o Futuro – Ações para o Presente - (Ed. Paralela)
- 2022 - Como libertar o Presente – Cocriação de novas narrativas (Ed. Vozes)
- 2024 - A Marca imita a Vida – Como deixar a sua Marca no Mundo (Ed. Estação das Letras e Cores)

## Talks/Palestras
Está é uma lista de alguns dos eventos em que André Carvalhal participou como palestrante.
- 2014 - Colóquio de Moda (Caxias do Sul) [90]
- 2016 - TEDxRio (Rio de Janeiro) [15]
- 2016 - Vest Rio (Rio de Janeiro) [91]
- 2016 - Casa de Criadores (São Paulo) [92]
- 2017 - Iguatemi Talks (São Paulo) [93]
- 2018 - Latam Retail Fashion Show (São Paulo) [94]
- 2018 - O Negócio da Moda (Santa Catarina) [95]
- 2018 - Festival Path (São Paulo) [96]
- 2018 - PicNic Festival de Inovação (Rio de Janeiro) [59]
- 2018 e 2019 - Brasil Eco Fashion Week (São Paulo) [97][98]
- 2019 - Rio Ethical Fashion (Rio de Janeiro) [99]
- 2019 - Dragão Fashion Brasil (Fortaleza) [100]
- 2019 - Minas Trend (Belo Horizonte) [101]
- 2021 - Virada Sustentável (Salvador) [102]
- 2021 - TEDxLeblon (Rio de Janeiro) [16]
- 2022 - Fashionbo$$ Live (São Paulo)